# Leiocolea igiana
Leiocolea igiana là một loài rêu tản trong họ Jungermanniaceae. Loài này được (S. Hatt.) Inoue miêu tả khoa học lần đầu tiên năm 1962.